# Осетрівка (зупинний пункт)
Осетрі́вка — пасажирський залізничний зупинний пункт Запорізької дирекції Придніпровської залізниці на електрифікованій лінії Запоріжжя I — Федорівка між зупинними пунктами Платформа 1117 км (2 км) та Платформа 1123 км (3 км). Розташований в  селищі Кушугум Запорізького району Запорізької області, на узбережжі Каховського водосховища.

## Пасажирське сполучення
До повномасштабного російського вторгнення в Україну на Платформі Осетрівка зупинялися приміські електропоїзди Мелітопольського напрямку. Рух поїздів тимчасово припинено до повної деокупації захоплених територій російськими загарбниками.